# 米策尼希
米策尼希是德国莱茵兰-普法尔茨州的一个市镇。总面积6.43平方公里，总人口113人，其中男性57人，女性56人（2011年12月31日），人口密度18人/平方公里。